# 柔毛牻牛儿苗

習慣

柔毛牻牛儿苗（学名：Geranium molle）为牻牛儿苗科老鹳草属下的一个种。